# Himalcoelotes aequoreus
Himalcoelotes aequoreus là một loài nhện trong họ Amaurobiidae.
Loài này thuộc chi Himalcoelotes. Himalcoelotes aequoreus được Jia-Fu Wang miêu tả năm 2002.